# Suikinkutsu

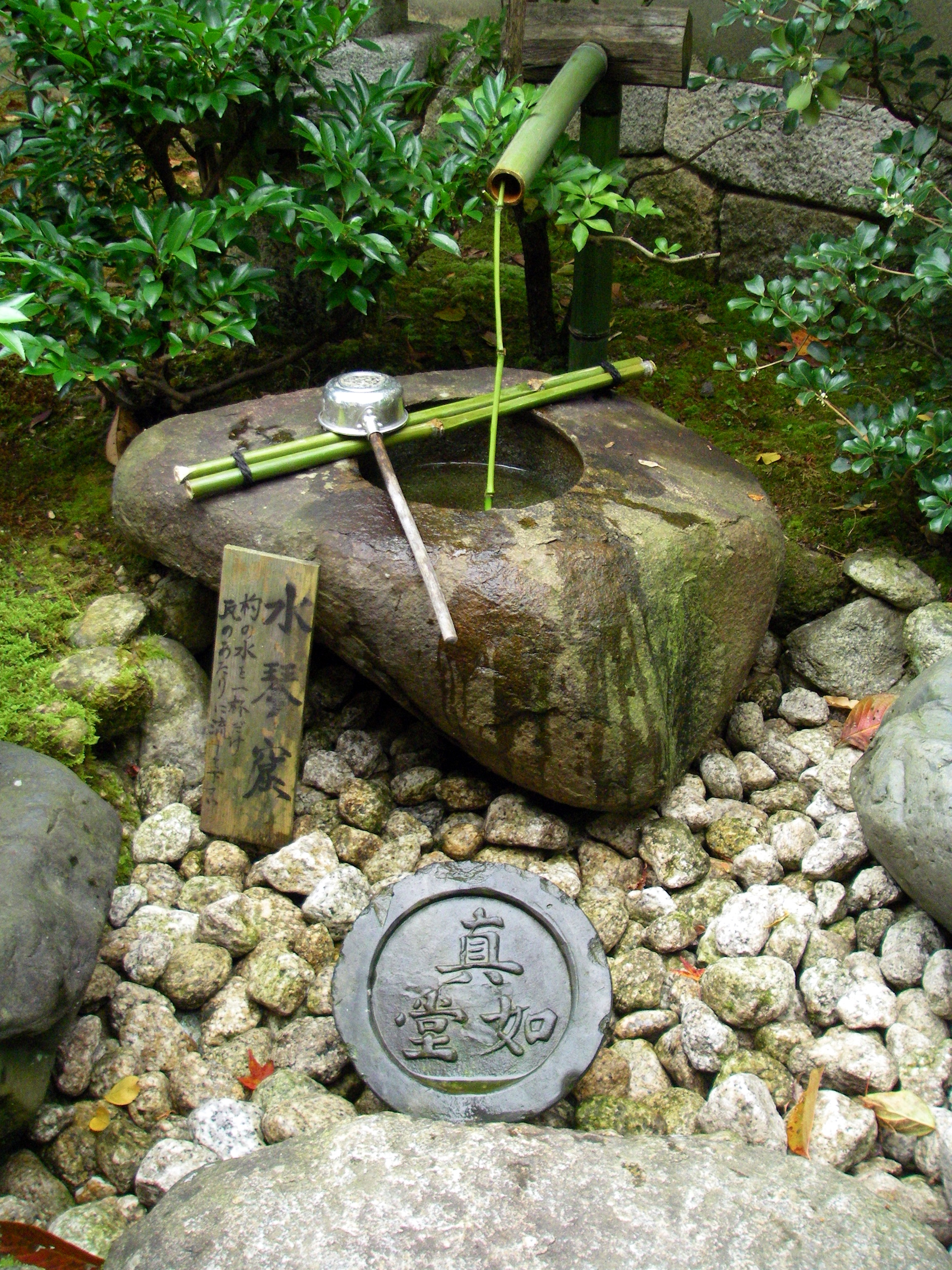
Suikinkutsu de Shinsho Gokuraku-ji

Un suikinkutsu (水琴窟?  , literalmente «cavidad de agua koto») es un elemento decorativo de jardín e instrumento musical. Un suikinkutsu es un recipiente con un agujero en la base y colocado al revés. Las gotas de agua caen a través del agujero y al golpear el agua almacenada, producen un agradable sonido parecido al de una campana o al instrumento musical japonés koto. Normalmente se construye junto al chozubachi o tsukubai, lavabo tradicional japonés, que se utiliza para lavarse las manos antes de entrar a un templo shinto o antes de la ceremonia del té japonesa, en un chashitsu.

## Construcción tradicional
Su construcción es más difícil de lo que parece, ya que todos los componentes deben estar muy bien afinados o sintonizados entre sí para conseguir un buen sonido. La construcción de la cavidad es extremadamente compleja y hay que tener en cuenta la cantidad de agua, forma, material y dimensiones de la cavidad, así como el diámetro y la longitud del tubo de desagüe. La parte más importante de un suikinkutsu es el jarrón, el recipiente que se entierra dado la vuelta. En un principio los jarrones eran los mismos que se utilizaban para almacenar arroz y agua. El jarrón de cerámica puede ser esmaltado o no. Recientemente se han puesto a la venta algunos modelos de suikinkutsu metálicos. Los jarrones no esmaltados suelen ser mejores, puesto que la superficie rugosa ayuda a la formación de las gotas. La altura varía entre 30 cm y 1 m, y el diámetro entre 30 cm y 50 cm. El diámetro del agujero en la parte superior es de 2 cm. Al igual que sucede con las campanas, el jarrón de un buen suikinkutsu sonará si se golpea. Un jarrón que produzca un buen sonido es esencial para conseguir un buen suikinkutsu. Por lo tanto con un jarrón roto, al igual que con una campana rota, no conseguiremos un buen sonido.
El suikinkutsu normalmente descansa sobre una base de grava. En algunas ocasiones la base se hace con mortero para evitar que el agua se escape, la tierra del lugar también se puede utilizar como base. Gracias a la tubería del desagüe se evita que el nivel del agua dentro del suikinkutsu suba demasiado. Se suelen colocar baldosas alrededor del jarrón. Se colocan piedras del tamaño de un puño sobre el suikinkutsu de modo que cubran el jarrón completamente. Normalmente encontramos el suikinkutsu cerca de un lavabo chozubachi utilizado para la ceremonia del té japonesa y el suikinkutsu se entierra entre dicho lavabo
y la piedra donde te subes para lavarte las manos. Hay que tener en cuenta que los diseños y materiales utilizados para construir un suikinkutsu, varían mucho según la región donde se encuentre.

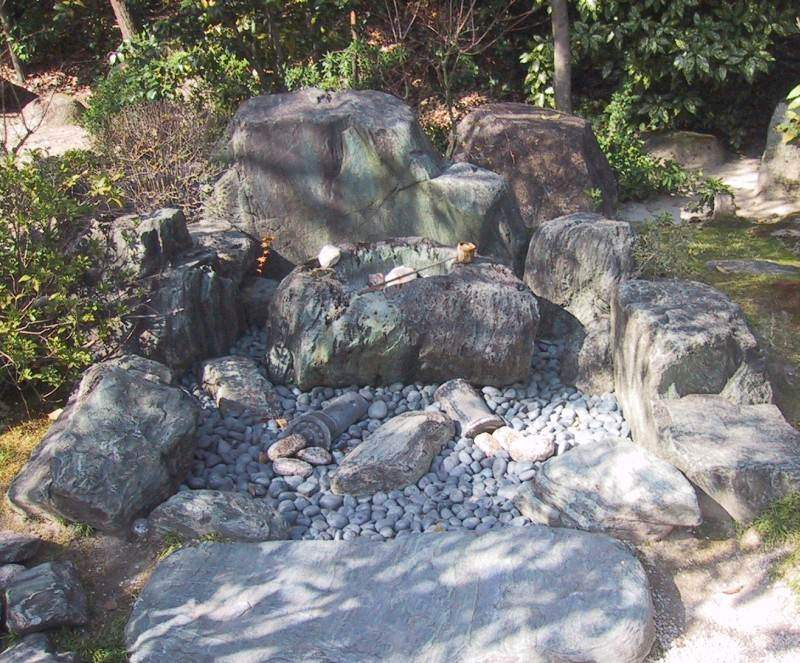
Suikinkutsu doble en el castillo de Iwasaki, en Nisshin, prefectura de Aichi

Habitualmente, encontraremos un único jarrón enterrado junto al lavabo de piedra japonés chozubachi. Sin embargo, podemos encontrar algunas raras excepciones en las que se construyen dos suikinkutsu uno al lado del otro y frente al mismo chozubachi. Podemos encontrar un suikinkutsu doble en el castillo de Iwasaki en la ciudad de Nisshin, prefectura de Aichi, en el campus del Takasaki Art Center College, Takasaki, prefectura de Gunma, y en la Universidad de Kioto, Kioto. Sin embargo, al estar las dos aberturas de los jarrones a una distancia de unos 50 cm, es complicado que el agua caiga en ambos agujeros simultáneamente al lavarse las manos. Por esta razón los sonidos se suelen conseguir echando agua intencionadamente sobre ambas aberturas. Un suikinkutsu con más de dos jarrones podría ser viable, aunque no hay datos de que existan.

## Variaciones modernas
Podemos encontrar algunas variaciones aplicadas en las últimas décadas al suikinkutsu tradicional. Esta lista muestra algunas de las posibilidades para los suikinkutsu modernos.
- Los suikinkutsu modernos no siempre están colocados junto al chozubachi como requiere la tradición.
- Se puede construir el suikikuntsu con una fuente de agua continua de modo que conseguiremos un sonido suitekion continuo.
- Hoy en día también podemos encontrar suikinkutsu de metal.
- También se han construido algunos artefactos similares a los suikinkutsu que no están enterrados, por ejemplo, como parte de esculturas.
- El suikinkutsu construido dentro de algún edificio.
- Lugares públicos (restaurantes, oficinas o tiendas) en los que se puede escuchar un suikinkutsu, que puede estar en la calle o dentro del edificio, amplificado electrónicamente y reproducido mediante altavoces.
- Se puede añadir una tubería adicional para llevar el sonido desde el suikinkutsu a otro lugar.

## Historia
Antiguamente el suikinkutsu era conocido como tosuimon, pero rara vez se utilizaba en los jardines japoneses. Se supone que en un principio, el jarrón se enterraba dado la vuelta en los jardines como sistema de desagüe. A veces producía sonidos placenteros y cuando los jardineros se dieron cuenta, comenzaron a investigar cómo mejorar la calidad del sonido. El aumento de su popularidad y el nombre suikinkutsu tienen sus orígenes a mediados del período Edo (1603-1867), la misma época en la que se desarrolló el lavabo de piedra chozubachi. El famoso profesor de la ceremonia del té Kobori Enshu (período Edo), tenía un suikinkutsu en su jardín, por lo que se le suele citar como el inventor del suikinkutsu. Al final del período Edo el suikinkutsu perdió popularidad, pero la volvió a ganar durante la era Meiji (1867-1912).
Al comienzo del siglo XX, primeros años del período Showa, tanto el nombre suikinkutsu como el artefacto fueron prácticamente olvidados. Un informe de 1959 del profesor Katsuzo Hirayama de la universidad de agricultura de Tokio, señalaba que tan solo había dos suikinkutsu en Japón, ninguno de ellos funcionaba y estaban llenos de tierra. Sin embargo, un periodista del Asahi Shimbun escribió sobre el suikinkutsu en 1982 e hizo un llamamiento a los lectores para que le ayudaran a buscar información sobre el tema. Gracias a esta iniciativa, se redescubrieron muchos suikinkutsu y se escribieron varios artículos sobre el suikinkutsu en el Asahi Shimbun. Poco tiempo después, en 1985, la NHK realizó un programa sobre el suikinkutsu en la televisión japonesa. Este programa contribuyó a su revitalización, y tras su emisión se pudo apreciar un crecimiento en el número de suikinkutsu nuevos.

## Acústica

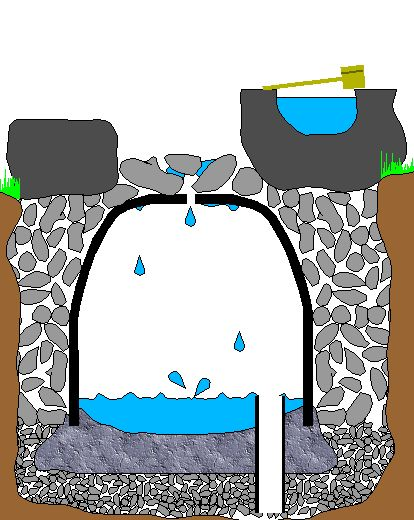
Sección de un Suikinkutsu

El sonido del suikinkutsu tiene su propio nombre en japonés, se llama suikinon. Este sonido se puede dividir en dos subgrupos, ryusuion y suitekion. El ryusuion es el sonido de las primeras gotas cuando comienzas a lavarte las manos mientras que el suitekion se genera cuando cae mucha agua al lavarse las manos y con las últimas gotas del final.
 
En los suikinkutsu de mejor calidad se forman gotas en diferentes puntos de la superficie del jarrón. Los jarrones no esmaltados mantienen mejor la humedad, por lo que se forman gotas en más puntos de la superficie. El sonido se genera cuando la gota impacta en la superficie y es amplificado por el diseño del jarrón. Algunos suikinkutsu tienen instalado un tubo de bambú que tiene por objeto amplificar los sonidos si un extremo se coloca en el suelo cerca de la parte superior del suikinkutsu y la otra parte en la oreja.
Se dice que cada suikinkutsu tiene un sonido único.

## Filosofía
Una parte importante de la filosofía en la que se inspira el suikinkutsu, es que el artefacto no debe estar a la vista. De este modo, el visitante se lava las manos y repentinamente agradables sonidos comienzan a llegar de algún lugar bajo tierra. El acto de lavarse las manos, puede considerarse como tocar el suikinkutsu, ya que los sonidos se generan poco después de lavarse. El sonido cristalino de las gotas de agua se considera relajante, también se describe como bello y puede llevarte a un estado de paz y armonía.
La tradición dice que si escuchas un suikinkutsu vivirás tres años más.

## Varios
Se grabó un CD de música en el campus del Takasaki Art Center College en 1995 y está disponible en Victor Records. Otro artista, también compuso un CD utilizando sonidos del suikinkutsu generados por ordenador. Varios músicos han utilizado los sonidos del suikinkutsu en sus grabaciones. El musicólogo Naoko Tanaka es uno de los mejores investigadores del suikinkutsu.